# Gustav von Brüning (Politiker)
Gustav Adolf Wilhelm von Brüning (* 5. August 1864 in Höchst am Main; † 8. Februar 1913 ebenda) war ein deutscher Chemiker, Industriemanager und Politiker.

## Leben

### Herkunft und Familie
Gustav von Brüning entstammte einer Familie, die im 18. Jahrhundert aus dem Münsterland nach Wuppertal kam und sich von dort aus verbreitete.
Er war ein Sohn der Eheleute Adolf von Brüning und  Clara geb. Spindler (1844–1909) und wuchs mit seinen Brüdern Adolf Johann (1866–1941, Diplomat), Walter (1869–1947, Landrat), Helmuth (1870–1922, Landrat), Rüdiger (1875–1936, Offizier) und Erich Otto (* 1877, Diplomat) auf.
Am 26. März 1889 heiratete er in Frankfurt Maria Siebert (1867–1940, Tochter des Frankfurter Bankiers Karl August Siebert und der Maria Luise Jay), mit der er die Söhne Gustav Adolf Helmuth (* 1896, Direktor bei der IG Farben AG), Gustav August Walter (1898–1938, Dr. phil., Chemiker, Direktor bei der IG Farben AG) und die Tochter Marie-Louise (1901–1979, ⚭ 5. Mai 1920, gesch. 1932) Wolfgang von Meister (1895–1989, Bankkaufmann, Direktor der Farbwerke Hoechst AG).
Nach Gustavs Tod heiratete Maria am 27. August 1914 den Regierungspräsidenten Otto von Steinmeister.

### Wirken
Nach dem Abitur 1886 am Städtischen Gymnasium in Frankfurt am Main leistete er zunächst Militärdienst und wurde Reserve-Premierlieutenant im 1. hessischen Husaren-Regiment. Anschließend studierte er Chemie an der Ludwig-Maximilians-Universität München und der Julius-Maximilians-Universität Würzburg, wo er 1888 mit der Dissertation „Über das Methylhydrazin und einige Derivate desselben“ zum Dr. rer. nat. promovierte. Nach einer Tätigkeit als wissenschaftlicher Assistent in München trat er 1889 in das väterliche Unternehmen, die Farbwerke vorm. Meister, Lucius & Brüning AG, ein.
1892 wurde er in den Aufsichtsrat der Farbwerke gewählt und später zum Vorstandsmitglied ernannt. 1908 wurde er Generaldirektor des Unternehmens.
Brüning setzte sich in mehreren Korrespondenzen mit Carl Duisberg, der 1904 die Denkschrift über die Vereinigung der deutschen Farbenfabriken herausgebracht hatte, auseinander.
In den Jahren von 1899 bis 1912 hatte Brüning ein Mandat für den Nassauischen Kommunallandtag und den Provinziallandtag der Provinz Hessen-Nassau.
1907/1908 setzte er sich für den Erwerb des Bolongaropalastes durch die Stadt Höchst ein.
Im Kreistag des Kreises Höchst hatte er von 1900 bis 1912 einen Sitz.
1897, als die Metallurgische Gesellschaft gegründet wurde, trat er in deren Aufsichtsrat ein.

## Öffentliche Ämter
- 1900 bis 1912 Kreistagsabgeordneter im Kreis Höchst
- 1911 Senator der Kaiser-Wilhelm-Gesellschaft
- 1912 Ehrenmitglied des Instituts für experimentelle Therapie zu Frankfurt am Main

## Ehrungen
- 1910 Dr. Ing. h. c.
- 1913 Geheimer Regierungsrat